# Hygrotus impressopunctatus
Hygrotus impressopunctatus es una especie de escarabajo del género Hygrotus, familia Dytiscidae. Fue descrita científicamente por Satô en 1972.
Mide 4.4-5.4 mm. Habita en Europa, el norte de Asia (excluyendo China), Norteamérica y Asia meridional.